# Szirma
Szirma est une ancienne localité hongroise, rattachée en 1950 à Miskolc.